# Бундин (Астраханская область)
Бундин — хутор в Черноярском районе Астраханской области, входит в состав Черноярского сельсовета.
Расположен на правом берегу реки Волги, напротив военных городков Знаменск и Капустин Яр, между селом Солодники и Каменный Яр.

## Население
| 2002 | 2010 | 2014 | 2015 |
| ---- | ---- | ---- | ---- |
| 15   | ↗22  | ↗24  | →24  |

## Историческая справка
До июня 2016 года хутор входил в состав ныне упразднённого Каменноярского сельсовета.

## Улицы
Дачная